# Колосов, Павел Иосифович
Па́вел Ио́сифович Ко́лосов (настоящая фамилия — Заи́ка; 26 июня 1898, Екатеринослав — 14 июня 1979) — советский разведчик. Генерал-майор (1955).

## Биография
Из семьи рабочих. В РККА с 1918 года. Член ВКП(б) с 1917 года.
Окончил двухклассное училище при Сиротском доме, Курсы усовершенствования высшего комсостава при Военной академии РККА (1925—1926), Восточный (1927—1929) и Особый (ноябрь 1934 — февраль 1935) факультеты Военной академии им. М. В. Фрунзе.
На военной службе с января 1917 года: рядовой 44-го саперного батальона.
Участник Гражданской войны. Воевал против вооруженных формирований С. В. Петлюры (1918), «против чехословаков, французов и польских легионеров в Одессе» (1919), на Восточном (1919), Юго-Западном (1920) фронтах. Воевал против басмачей в Западной Бухаре (апрель — август 1925). Красногвардеец, участник восстания в Одессе (январь 1918). Комиссар общего отделения штаба войск Румынского фронта и Одесской области, в одесском подполье в 1918 посажен в тюрьму «добровольцами», был начальником штаба 1-й боевой коммунистической дружины Одессы (январь 1918 — май 1919), заведующий информацией подотдела политотдела РВС 5-й армии, заведующий информацией и секретариатом политотдела 35-й дивизии (май — июль 1919), комиссар 2-й бригады той же дивизии (июль — октябрь 1919), заместитель военкома Отдельной сводной кавалерийской дивизии 5-й армии, Атабасарский уездный военком (октябрь 1919 — февраль 1920), политинспектор политотдела 5-й армии, военком тыла 41-й стрелковой дивизии (февраль — май 1920), военком 122-й бригады, Новоушенского уезда Подольской губернии, курсов комсостава 14-й армии, 92-х Уманских пехотных курсов, 3-й Киевской военно-инженерной школы, 6-й Чугуевской пехотной школы, 5-й кавалерийской Елисаветградской школы (май 1920 — январь 1923), помощник военкома 7-й дивизии, Управления начальника инженеров Украинского ВО, военком штаба 13-го стрелкового корпуса (январь 1923 — сентябрь 1925).
Помощник по политической части Туркестанских курсов востоковедения, военком и начальник политотдела 3-й Туркестанской стрелковой дивизии, начальник Военно-политической школы им. М. В. Фрунзе Среднеазиатского военного округа (июль 1926 — август 1927).
В Разведывательном управлении Штаба РККА: в распоряжении (апрель — декабрь 1929), помощник начальника разведывательного отдела штаба ОКДВА (декабрь 1929 — июнь 1930), участвовал в ликвидации конфликта на КВЖД. В распоряжении (июнь 1930 — ноябрь 1934), работал в Китае. Я. К. Берзин в 1934 году аттестовал Колосова как «ценного для разведки работника». В распоряжении Разведуправления РККА, военный цензор Центральной военной цензуры РККА (февраль 1935 — февраль 1936) и по совместительству заместитель уполномоченного СНК СССР по охране военных тайн в печати. Начальник 8-го отдела (военной цензуры и службы ДД) (февраль 1936 — март 1937), в распоряжении Управления (март 1937 — декабрь 1938).
В 1938 году был уволен в запас в звании дивизионного комиссара.
В январе 1939 г. арестован «за связь с врагами народа» и 10 марта 1943 г. Особым совещанием при НКВД СССР осуждён к 5 годам лишения свободы в ИТЛ. До января 1944 года отбывал срок заключения в Норильске. Затем работал в ссылке на лесном и гидролизном заводах г. Канска Красноярского края. Реабилитирован в 1954 г.
В 1955 году присвоено воинское звание «генерал-майор».

## Награды
- Орден Красного Знамени.